# Barit (Insel)
Barit, englisch Barit Island, ist eine philippinische Insel in der Straße von Luzon, nahe der östlich angrenzenden Insel Fuga. Barit liegt im Südwesten der Babuyan-Inseln.

## Geographie
Die fast kreisrunde und dicht bewaldete Insel mit einem Radius von etwa 2 km liegt knapp 600 m südlich von Mabaag.

## Verwaltung
Barit, Mabaag und die 1,7 km östlich durch die Musa-Bucht getrennte Insel Fuga zählen zur Gemeine Aparri (Municipality of Aparri) in der philippinischen Provinz Cagayan.